# Schloss Teupitz

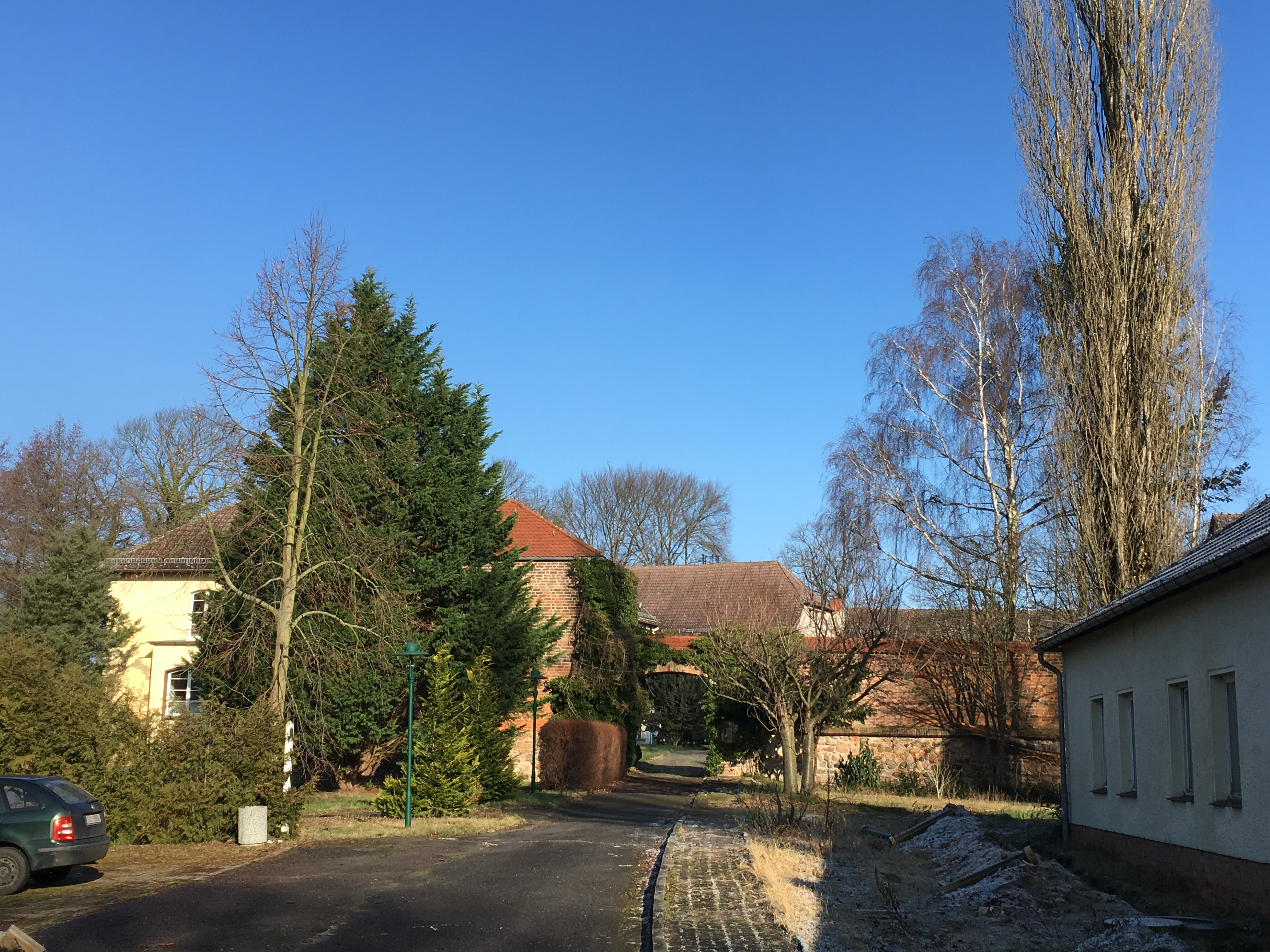
Schloss Teupitz, 2018

Das Schloss Teupitz stand in Teupitz, einer Stadt im Landkreis Dahme-Spreewald in Brandenburg. Es wurde im 14. Jahrhundert errichtet und war bis in das 18. Jahrhundert von der Familie Schenk von Landsberg bewohnt.

## Lage
Das Schloss befand sich auf einer Halbinsel im Teupitzer See, die nordwestlich des Stadtzentrums liegt. Die Insel wird von der Kirchstraße erschlossen. Die exponierte Lage der Halbinsel ermöglicht einen Blick vom Schweriner Horst im Nordosten bis zum Egsdorfer Horst im Westen des Sees.

## Geschichte

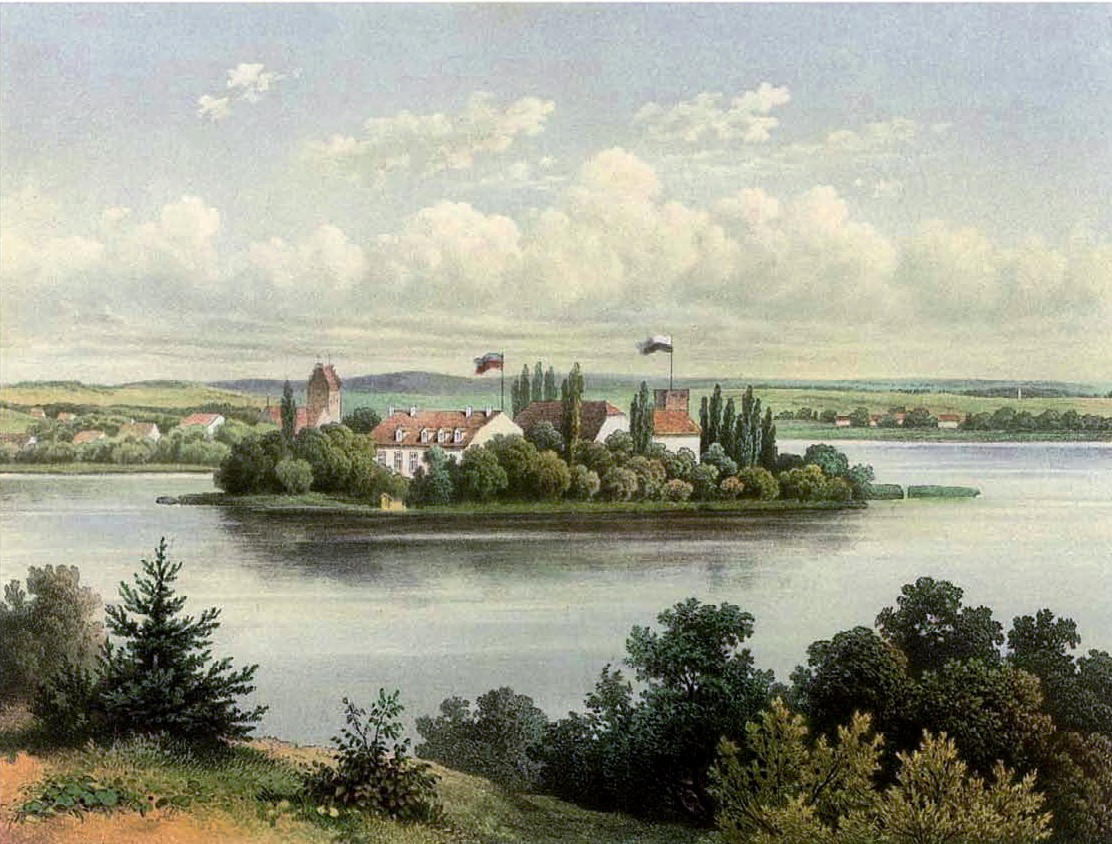
Schloss Teupitz um 1864/65, Sammlung Alexander Duncker

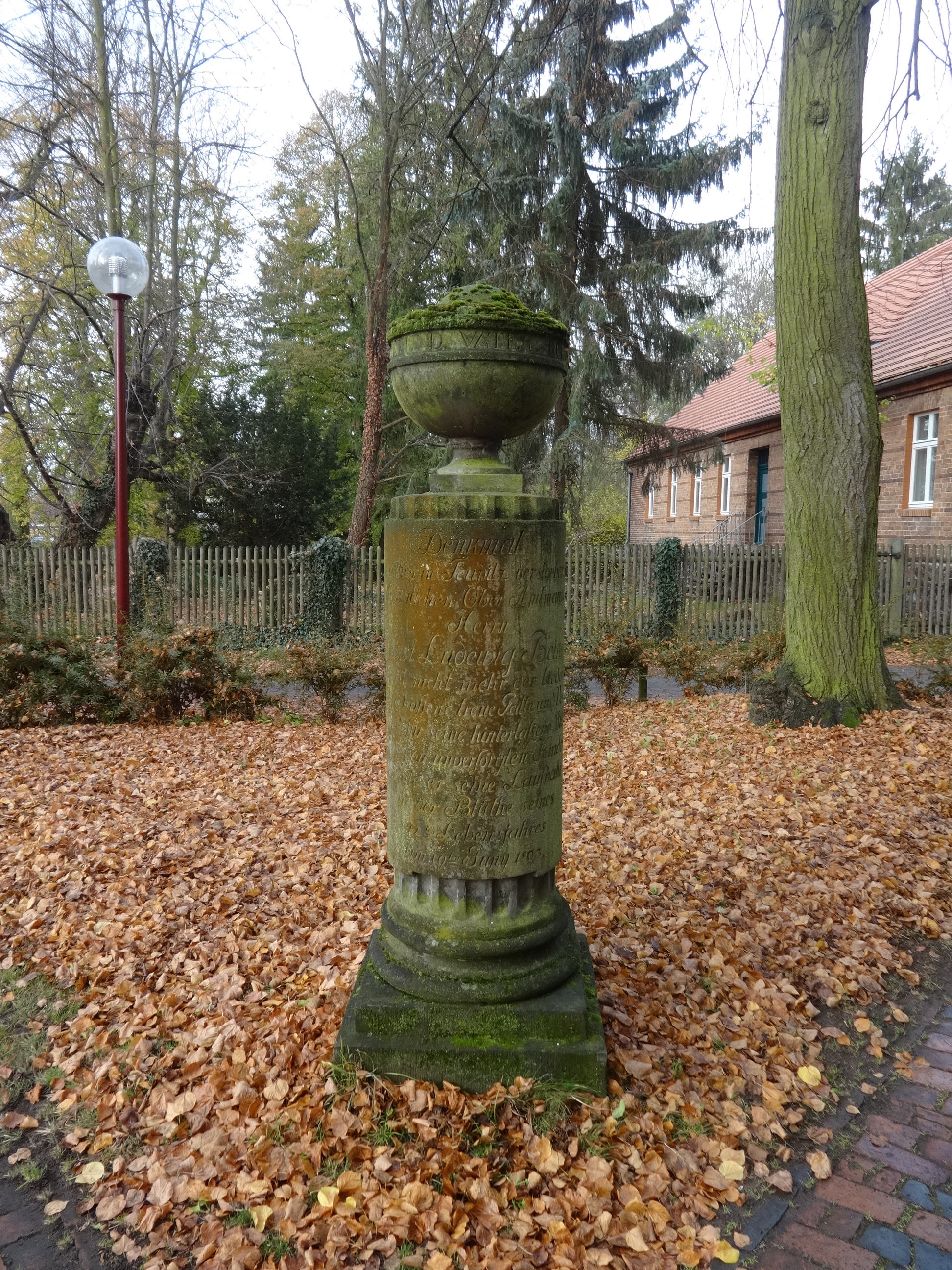
Grabsäule Carl Ludwig Bein

1307 wurde auf der Halbinsel erstmals eine Burg Tupcz erwähnt, die im Jahr 1330 fertiggestellt wurde und als Sitz des brandenburgischen Adelsgeschlechts derer von Plötzke diente. Sie könnte möglicherweise auf einem slawischen Vorgängerbau errichtet worden sein. 1330 verlegten die Schenken von Landsberg aus dem bisherigen Wirkungskreis in Landsberg (Sachsen-Anhalt) ihren Sitz nach Teupitz, den sie bis zum Jahr 1717 innehatten. 1668 entstand ein Inventarverzeichnis, als das Schloss bis 1679 kurzzeitig im Besitz derer von Solms-Baruth gelangte. 1685 war die finanzielle Lage derer von Landsberg erneut kritisch. Sie dachten wiederum über den Verkauf des Schlosses nach und ließen einen kurfürstlichen Inspektionsbericht erstellen. Geschwächt durch den Dreißigjährigen Krieg verkaufte Ludwig-Alexander Schenk von Landsberg am 18. Dezember 1717 schließlich das Schloss sowie die umliegenden Dörfer für 54.000 Taler an Friedrich Wilhelm I. Der preußische Staat richtete daraufhin das Gebäude für einen königlichen Amtmann her und nutzte es bis 1812. Einer dieser Diener war der Oberamtmann Ludwig Bein, an den eine Stele erinnert, die sich an der Heilig-Geist-Kirche – und damit südlich des Schlosses an der Kirchstraße befindet. Das Schloss wurde von den umliegenden Ländereien versorgt: So wurde beispielsweise Wein im benachbarten Egsdorf angebaut. Zu dieser Zeit muss das Schloss bereits in einem schlechten Zustand gewesen sein. Von 1788 bis 1791 wurde es wegen Baufälligkeit fast vollständig abgerissen: Das unterste Stockwerk blieb erhalten und der Amtmann zog in ein eingeschossiges Gutshaus auf dem Gelände. Im 21. Jahrhundert ist lediglich ein Teil der alten Schlossmauer sowie des stadtseitigen Wachturms erhalten geblieben.
An einer Restaurierung hatte das preußische Königshaus kein Interesse, da mit dem Schloss Köpenick und dem Schloss Königs Wusterhausen zwei prachtvolle Bauwerke bereits bestanden. Nach dem Auszug des Amtmanns wechselten die Eigentümer, um 1857 besaß die Familie von Treskow, einem jüngeren genealogischen Nebenzweig derer von Tresckow, den Besitz. Ab 1860 übernahm die briefadelige Familie von Parpart das Gut. 1879 ist im General-Adressbuch der Rittergutsbesitzer für die Provinz Brandenburg ein Baron von Parpart „auf dem Anwesen“ genannt. Er ließ den Weinanbau wiederaufleben und führte die Fischzucht am Teupitzer See ein. Zum kreistagsfähigen Rittergut Teupitz gehörte eine Gesamtumfang von 813 ha. Dazu gehörten 774 ha Besitz an Wasser, 21 ha Acker und 17 ha Wiesen. Bei Baron von Parpart handelt es sich um Arthur Leonce Hilarion von Parpart, geboren 1816, verheiratet 1846 mit Ida Honigmann. Ihr Sohn Oskar von Parpart war Zögling der Ritterakademie Brandenburg, wurde später Regimentskommandeur und Oberst, lebte aber auf Schloss Klein-Katz in Westpreußen. Nach dem Tod seines Vaters 1910 wechselten die Besitzer erneut. Nach amtlichen Quellen blieb die Familie von Parpart bis 1914 Eigentümer. 1927 wurden die Rittergüter als selbstständige Orte mit den Gemeinden zusammengeschlossen. An den privatrechtlichen und öffentlich-rechtlichen Besitzungen änderte sich dadurch nichts. Für 1929 liegen durch das letztmals amtlich publizierte Landwirtschaftliche Adressbuch Brandenburg konkrete Daten vor. Der Bereich Schloss Teupitz bestand noch aus einem Restgut von 25 ha der Auguste Sieke und einem großen Fischereigut mit 650 ha des Walter Rosengarten aus Bad Saarow. Die Titulatur Rittergut findet keine Erwähnung mehr. Der Berliner Kohlenhändler Paul Hamburger kaufte das Schloss auf und eröffnete am 15. Juni 1930 das Hotel Schloß am Teupitzsee. Nur kurze Zeit später, am 11. Oktober 1930 wurde der Berliner Brauer Georg Ziebarth neuer Eigentümer. Er stand der NSDAP nahe und veranstaltete auf dem Sitz einige Treffen der Partei; musste 1934 jedoch Insolvenz anmelden. Das Gebäude wurde anschließend von den Eltern von Gerhart Drabsch erworben, die es ihrem Sohn und der Schwiegertochter überließen. Sie nutzen es von 1937 bis 1945 als nationalsozialistische Produktionsstätte für kunstgewerbliche Produkte, aber auch für die Herstellung von Blusen, Kleidern und Tischdecken.
Nach dem Ende des Zweiten Weltkrieges wurden die Drabschs enteignet und das Schloss ging in das Volkseigentum über. Nachdem es zunächst Umsiedlern diente, erfolgte ab 1949 der Wiederaufbau unter der Leitung der örtlichen SED-Kreisfunktionäre mit Hilfe des Architekten Willi Hermann aus Rangsdorf. So ertüchtigt diente es als öffentliches Kulturzentrum, Konferenzstätte sowie Kinderferienlager und Ferienheim eines Berliner Betriebs. Seit 1956 nutzte das Zentralkomitee der SED das Haus als Betriebsferienheim mit zunächst 20 Zimmern. Von 1984 bis 1986 erfolgte eine Modernisierung und Erweiterung auf 60 Zimmer. Nach der Wende wurde das Anwesen von der PDS in die Hotelkette Belvedere überführt. Die Treuhandanstalt verkaufte es an einen privaten Investor, der ein Hotel eröffnete. Die neuen Eigentümer mussten den Betrieb am 27. Juni 2005 nach einer Zwangsversteigerung einstellen. Seit dieser Zeit ist es in Privatbesitz und nicht öffentlich zugänglich.

## Architektur

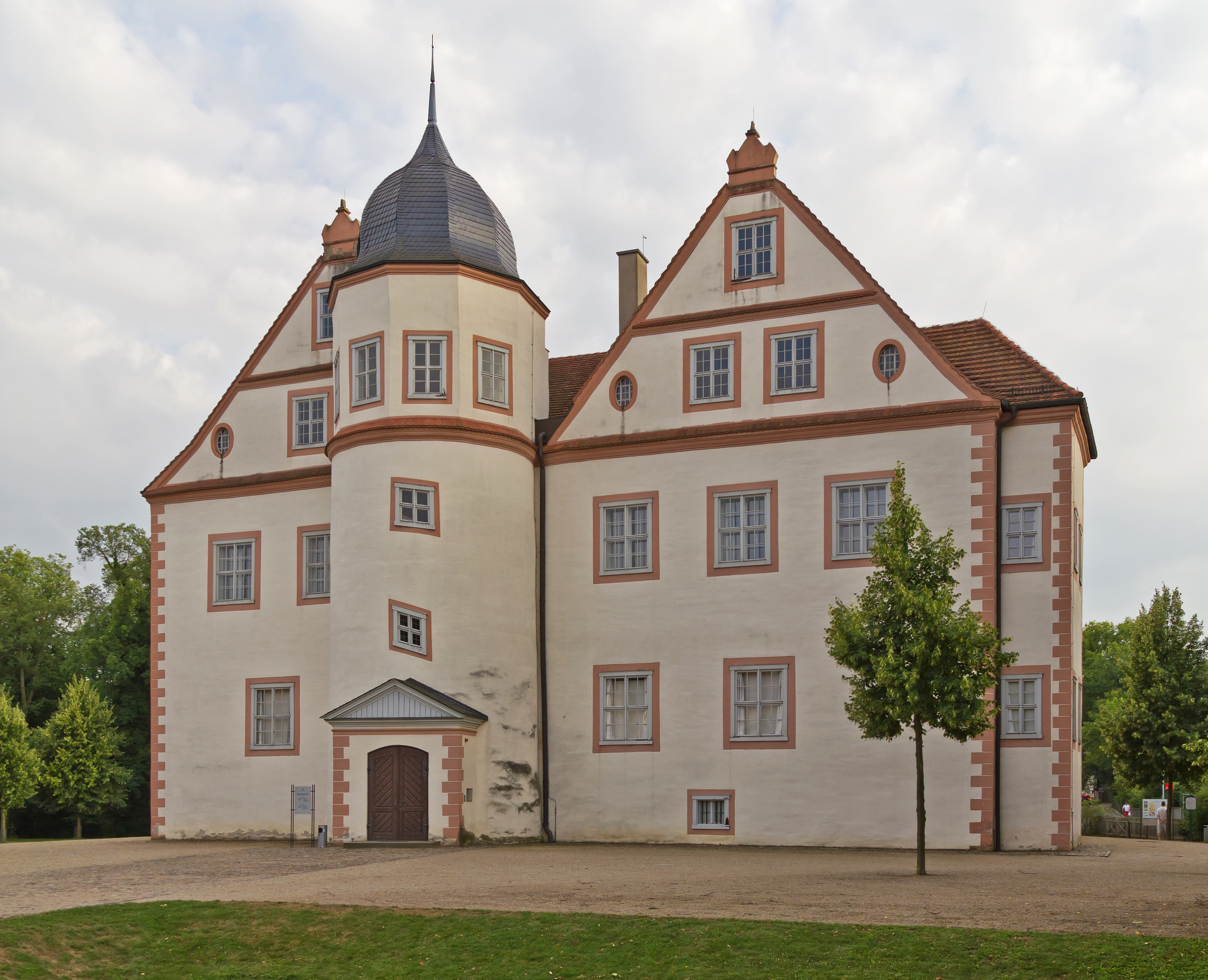
Schloss Königs Wusterhausen

Das Bauwerk wies einen rechteckigen Grundriss bei einer Länge von etwa 29 Metern und einer Breite von rund 21 Metern auf. Es war drei Geschosse hoch und besaß zwei Giebel. In einer Chronik der Stadt verweist ein Historiker auf Parallelen zum Schloss Königs Wusterhausen. Allerdings soll das Teupitzer Schloss deutlich höher gewesen sein und an seiner Front einen viereckigen Erker besessen haben, in dem sich der Turmaufstieg befand. Im ersten Stock befand sich ein Saal, eine Hofstube und eine Kapelle. Im mittleren Stockwerk waren die Küche mit einer Tafelstube und weiteren Kammern untergebracht; darüber befanden sich die Wohnräume sowie ein Saal für die Schenken von Landsberg. Einige der Ziegelsteine in diesem Geschoss weisen die Jahreszahl 1554 auf. Das lässt vermuten, dass das obere Stockwerk – möglicherweise nach einem Brand – ausgebessert oder gar neu aufgebaut wurde.
Das Anwesen wurde von einer hohen Mauer eingefriedet, die im unteren Bereich aus Feldsteinen bestand und mit Mauersteinen aufgestockt wurde. Zur Stadt hin befand sich ein Tor mit einem Wachturm. Auf der gegenüberliegenden Seite waren die Stallungen für die Pferde sowie ein Brau- und Backhaus platziert. Ein Vorwerk mit Wohnhaus, Scheune und Viehställen befand sich vor dem Ensemble neben der Heilig-Geist-Kirche.